# Film de comedie
Filmul de comedie este un gen de film în care accentul principal se pune pe umor public. Aceste filme sunt concepute pentru a obține râsul din partea audienței, pentru a amuza și distra publicul. Filmul de comedie prezintă situații exagerate special pentru a provoca râsul, diferite tipuri comice de vorbiri, de acțiuni și de personaje. Filmele de comedie, de regulă, au un final fericit (cu excepția filmelor de comedie neagră). Este cel mai vechi gen de film. Primele filme erau fără sunet, bazându-se în mare parte pe reprezentările vizuale.

## Subgenuri
- Parodie - comedii care parodiază orice alt gen.
- Comedie romantică - comedie despre dragoste.
- Screwball film de comedie
- Slapstick sau comedia de situație [2]
- Tragicomedie - comedii, în care episoadele comice sunt combinate cu tragicul.
- Sitcom - comediile în care se prezintă comicul de situație.
- Film de groază comedian - o comedie în care episoadele comice sunt combinate cu episoade de groază.
- Comedie polițistă - o comedie ale cărei personaje principale sunt gangsteri, hoți, polițiști sau o comedie cu elemente ale unui film polițist.
- Comedie muzicală - o comedie în care persistă o mulțime de muzică și cântece.

## Vezi și
- AFI's 100 Years...100 Laughs